# 巴芬灣

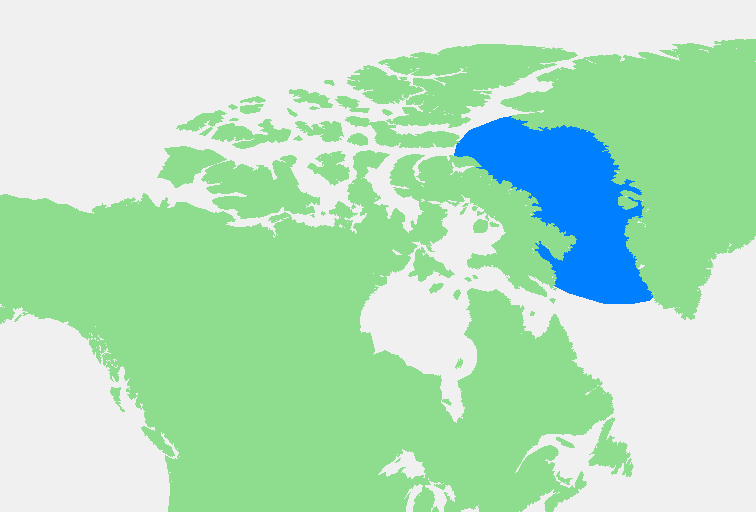
巴芬灣的位置

巴芬灣（英語：Baffin Bay）是在一個位于大西洋與北冰洋之間的海，巴芬灣其實是大西洋西北部在格陵蘭島與巴芬島之間的延伸部分。巴芬灣是英國航海家威廉·巴芬航行此地後，依照其名字命名的。

## 地理

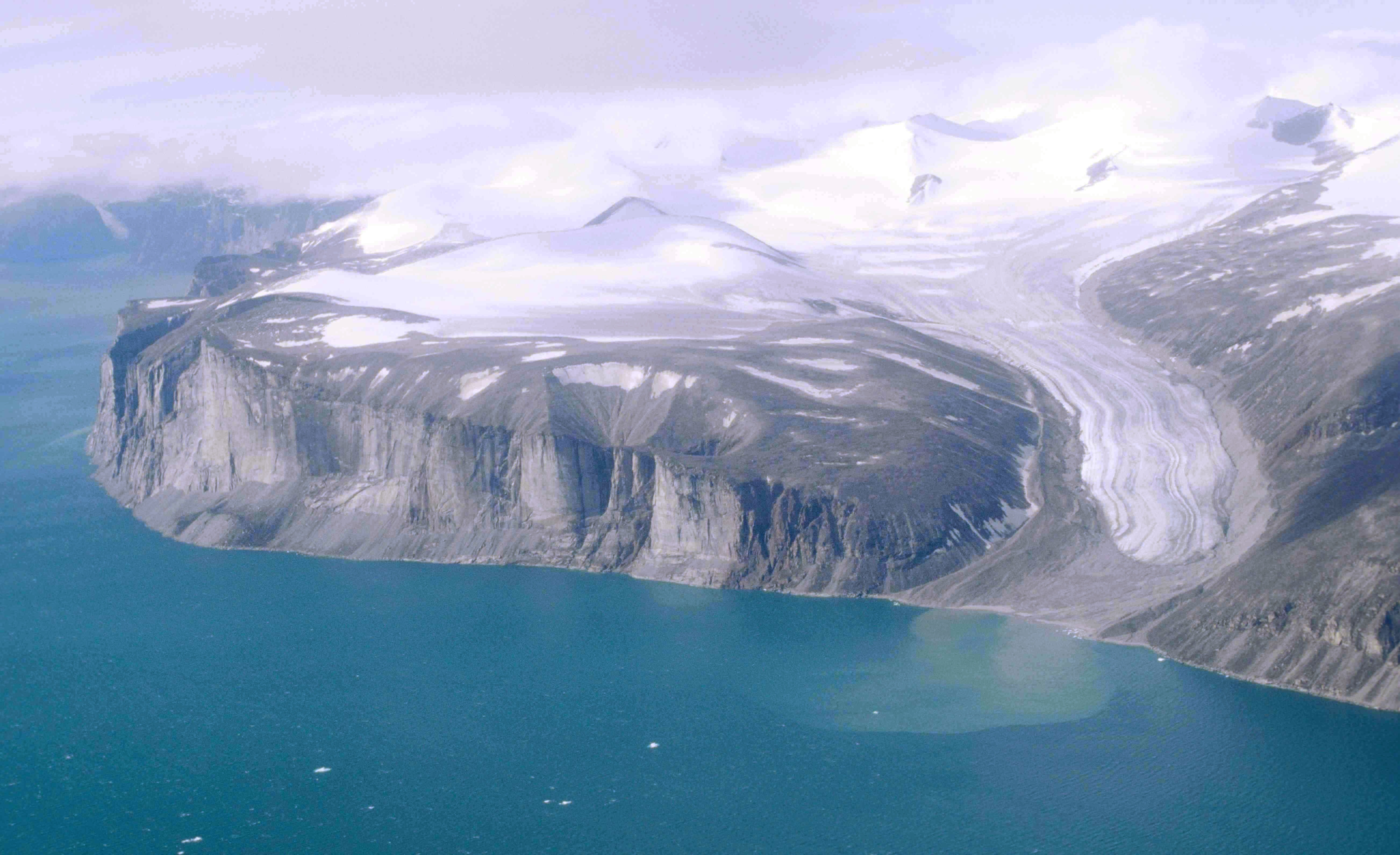
巴芬灣海岸

以戴維斯海峽1（Davis Strait）到內爾斯海峽2（Nares Strait）計算，巴芬灣南北長1,450公里，面積為689,000平方公里。
巴芬灣中央部分有一巴芬凹地，深度達2,100公尺；巴芬凹地以外，北部水深240公尺；南部水深700公尺。海底四周被格陵蘭大陸棚和加拿大大陸棚包圍。海底多陸源沉積，例如灰棕色的淤泥、石子、石礫和沙礫等。
巴芬灣有很多冰山，大部份冰山都是因為冰川沖入海中斷裂而成。依記錄，最大的冰山水上部分有70公尺高，水下有400公尺深。

### 北方水道
巴芬灣中央覆蓋著一厚冰層，难以通航，而北部由於受暖流的影響，長年不封凍，形成「北方水道」。

## 氣候
氣候寒冷，1月份平均溫度，巴芬灣南部-20℃，北部-28℃，1月最低氣溫有記錄為-43℃。7月份海岸平均溫度7℃。夏天表層水溫5℃，冬天-2℃。
格陵蘭沿海年降水量250公釐，另外巴芬島沿海年降水量較高，達500公釐。
夏天多南風和西北風；冬天括東風，會帶來暴風雪。

## 海流
巴芬灣的海流以逆時針方向流動。
主要有以下兩股海流：
1. 格陵蘭島西部的暖流每年通過戴維斯海峽將約99萬立方公尺的海水注入巴芬灣。
2. 自北部的海峽，從北冰洋流入的寒流則沿巴芬島注入大西洋。

格陵蘭島西部的暖流緊著沿格陵蘭島海岸，從迪斯科島(Disko)流到格陵蘭島附近的圖勒海，然後流向西南與來自北冰洋的寒流混合。

## 歷史
1585年，英國探險家约翰·戴维斯成為第一個進入巴芬灣的歐洲人。
1616年，英國航海家威廉·巴芬在航行此海域後將其命名為巴芬灣。
1800年左右，巴芬灣成為重要的捕鯨地區。

## 生物
巴芬灣海底的鹽分較高，而海潮上升一般不超過4公尺。海潮的攪動，可使上層海水增加營養鹽，並使下層海水增加溶氧，再加上暖流增加海水溫度，有利于海洋生物的生長。
巴芬灣的海洋生物有磷蝦、北極比目魚、北極鱈等。哺乳動物有海豹、海象、海豚和鯨。
沿岸有大群海鷗、海鴨、天鵝、雪梟和海鷹等，沿岸的植物有400多種，有樺樹、柳樹、榿樹以及低等植物青苔、地衣等。

## 經濟
因紐特人在巴芬灣捕魚。

## 註解
^  注解1：戴維斯海峽在巴芬灣的南部，格陵蘭島與巴芬島之間。
^  注解2：內爾斯海峽在巴芬灣的西北部，埃爾斯米爾島與格陵蘭島之間。